# پنداس
پنداس، روستایی کوچک از توابع بخش برزک شهرستان کاشان در استان اصفهان ایران است.

## جمعیت
براساس سرشماری مرکز آمار ایران در سال ۱۳۹۵، جمعیت آن ۲۴۸ نفر (۵۳خانوار) بوده‌است.